# The Avalanches
The Avalanches est un groupe de musique électronique et hip-hop australien, originaire de Melbourne.

## Biographie

### Débuts (1997-2001)
Avant The Avalanches, 3 membres fondateurs avaient formé Alarm 115, un groupe de noise-punk »inspiré de groupes comme The Animals of Steel, Drive Like Jehu, The Fall ou Ultra Bidet. Les membres du groupe (Darren Seltmann, Robbie Chater, Tony Diblasi et Manabu Etoh) achètent alors tous leurs instruments dans des bazars, où il trouvaient également des vieux vinyles. Après qu'Etoh ait été expulsé d'Australie, Alarm 115 se dissous, et les membres restant préparent un nouveau projet centré sur leur collection de vinyles. Chater, étudiant en cinéma à l'Université RMIT, avait accès au studio musical qui s'y trouvait. Lui et Seltmann l'utilisent pour enregistrer une cassette demo de 30 pistes qu'ils appellent Pan Amateurs.
En 1997, un nouveau groupe est monté (avec Seltmann, Chater, Diblasi et Gordon McQuilten) pour jouer les morceaux en direct à partir du mois de juillet, sous le nom de Swinging Monkey Cocks. Leurs premières représentations sont données sous quatre noms différents. Leo Silvermann les signe à son label, Rex Records, pour la sortie britannique de leur EP Undersea Community, en mars 1999. Le statut du groupe s'améliore lorsqu'il tourne avec les Beastie Boys, Public Enemy, Stereolab, et Beck. Le groupe joue au Tibetan Freedom Concert de Homebush, à Sydney. James Dela Cruz est ajouté sur scène pour les claviers et les platines, et fait des débuts avec le groupe au Palace, St Kilda, en soutien à Public Enemy. En septembre 1999, Modular Recordings publie leur EP quatre titres Electricity en Australie (12") et sa version britannique deux titres (7"),.

### Retour (depuis 2016)
Ils annoncent leur retour sur scène en 2016 via leur présence sur au moins quatre festivals d'été : Splendour In The Grass (Byron Bay, Australie), Primavera Sound (Barcelone, Espagne), Field Day (Londres, Royaume-Uni) et La Route du Rock (Saint-Malo, France).

## Style musical
Leur production musicale se caractérise par leur utilisation intense et créative de la technique du sampling. Leur premier album, Since I Left You, a même dû être « allégé » car il contenait, dit-on, des milliers d'extraits musicaux inédits ou non (Michael Jackson, Kid Creole, Cerrone, dialogues de films comme Polyester...), qui auraient rendu sa commercialisation impossible car trop complexe à gérer en matière de droits d'auteur. Pour cet album, la chanteuse Madonna a donné l'autorisation d'utiliser sa chanson Holiday, ce qu'elle n'avait jamais fait jusqu'ici.

## Discographie

### Albums studio
- 2000 : Since I Left You
- 2016 : Wildflower
- 2020 : We Will Always Love You

### Singles
- 1997 : Rock City
- 1997 : El Producto
- 1999 : Undersea Community
- 1999 : Electricity
- 2000 : Frontier Psychiatrist (en)
- 2000 : A Different Feeling
- 2001 : Since I Left You
- 2001 : Radio
- 2001 : At Last Alone
- 2016 :  Frankie Sinatra

### Remixes
- Gerling - Enter Spacecapsule (Enter the Spaceship remixé par The Avalanches) (1999)
- Badly Drawn Boy - The Shining (2000)
- Manic Street Preachers - So Why So Sad (Sean Penn Mix - Avalanches) (2001)
- Belle & Sebastian - I'm a Cuckoo (Mix de The Avalanches) (2004)
- The Concretes - Chico (Remix par The Avalanches de Wernham Hogg) (2004)
- Wolfmother - Woman (Remix par The Avalanches de Millstream) (2006)
- Franz Ferdinand - Fade Together (Remix de The Avalanches) (2006)

## Utilisations
- En 2008-2009, Frontier Psychiatrist (en) sert de générique à l'émission Panique au ministère psychique sur France Inter ;
- Tonight sert d'intermède à Radio Nova ;
- Subways annonçait du 12 septembre 2016 au 27 février 2017 la coupure publicitaire dans l'émission de télévision Quotidien.